# Ґурма (провінція)
Ґурма (фр. Gourma) — одна з 45 провінцій Буркіна-Фасо. Знаходиться в Східному регіоні, столиця провінції — Фада-Нґурма. Площа Ґурма — 11117 км².
Населення станом на 2006 рік — 304 169 осіб.

## Адміністративний поділ
Ґурма підрозділяється на 6 департаментів.